# Klarissenkloster Cheb

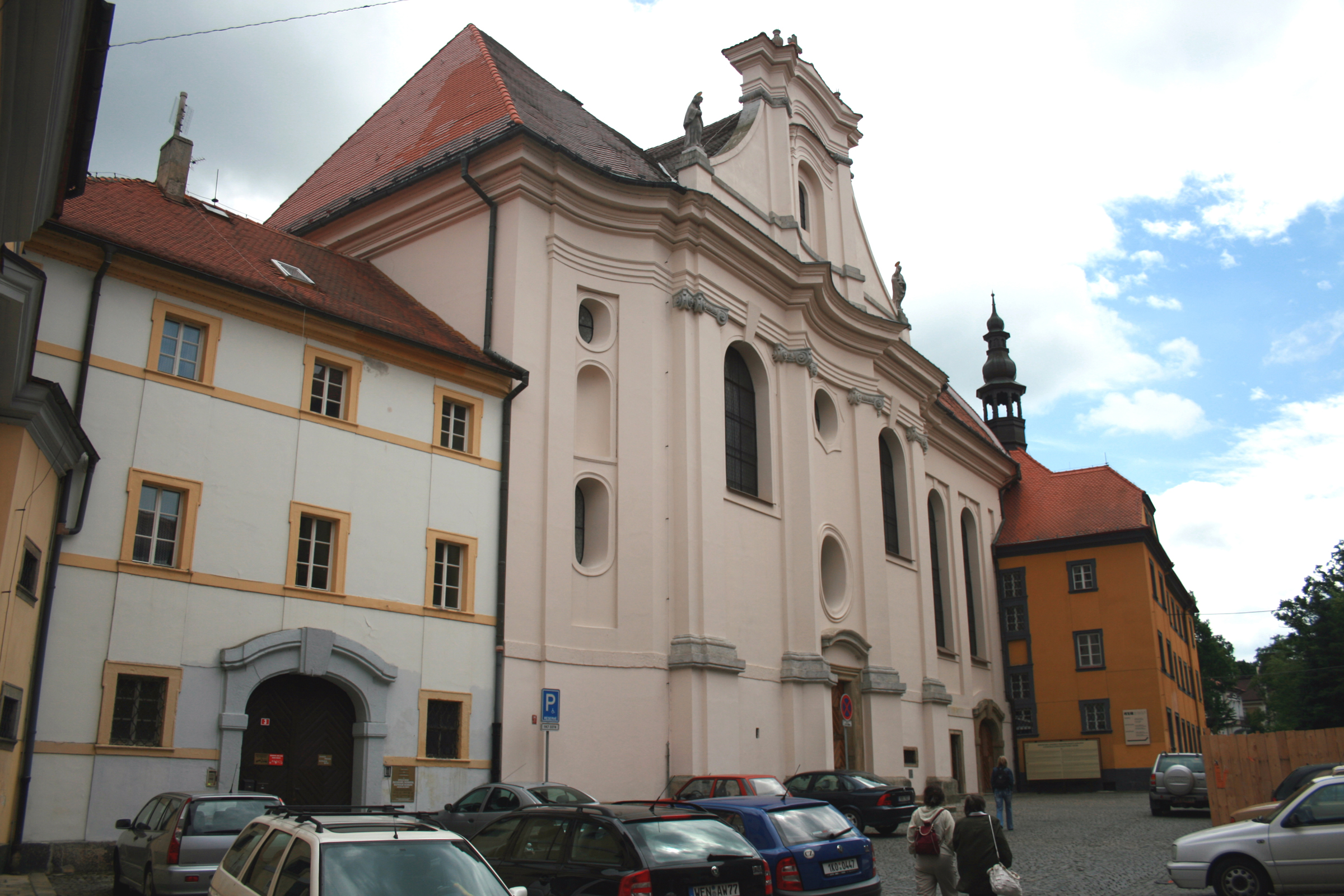
Barocke Klarakirche in Cheb, nach Plänen von Christoph Dientzenhofer

Das Klarissenkloster Eger war ein Kloster der Klarissen in Eger, der heutigen tschechischen Stadt Cheb.

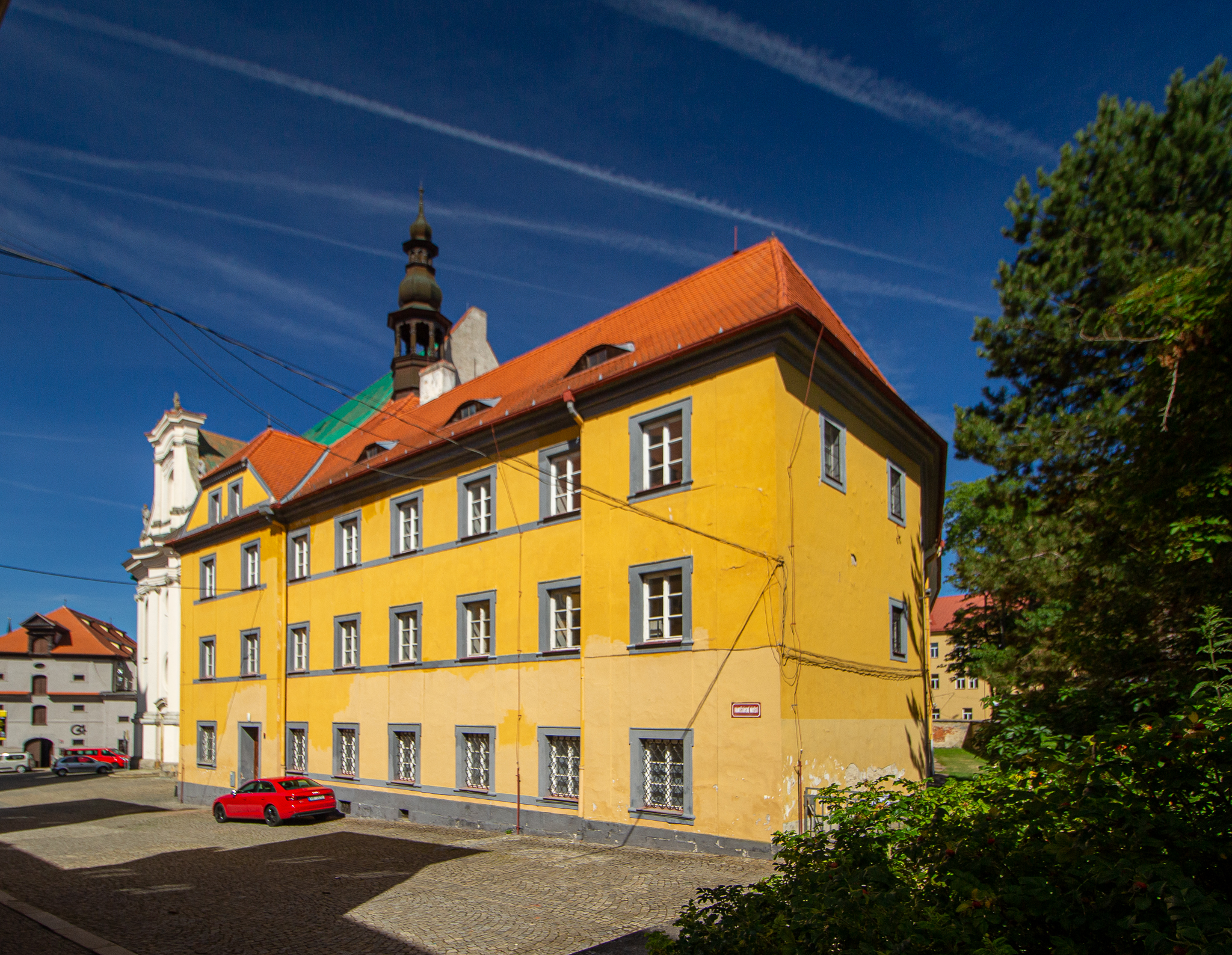
Seitenansicht des Klostertraktes

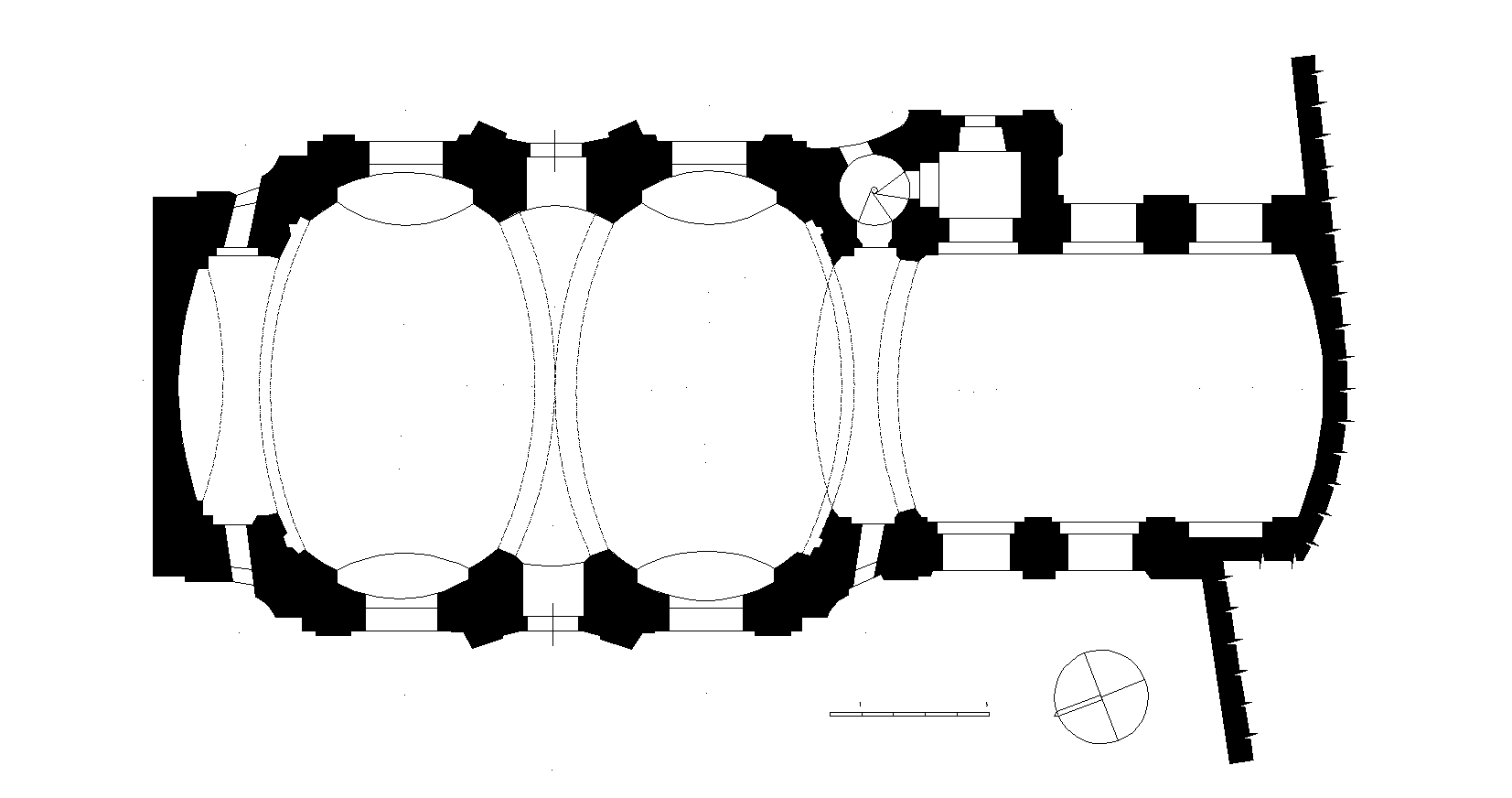
Grundriss

## Geschichte
Die Ansiedlung von Klarissen vor Ort geht zurück auf die Jahre unmittelbar vor 1270, jedoch führte ein Stadtbrand in jenem Jahr dazu, dass Chronisten berichten, dass das Kloster 1288 wieder aufgebaut worden war. Nach dem Historiker und Volkskundler Vinzenz Pröckl soll das Kloster auf eine gemeinschaftliche Stiftung der Egerer Patrizierfamilien Hecht und Seeberg zurückgehen, die auch das Franziskanerkloster in Eger stifteten. Der erste sichere urkundliche Nachweis ist eine Schenkung König Ottokars II. im Jahre 1273. Das Kloster zählte zum Bistum Regensburg, auch die Lage im Egerland innerhalb der privilegierten Stadt führte zu einer besonderen Stellung. Das erhalten gebliebene Salbuch wurde vom ehemaligen Egerer Stadtarchivar Karl Siegl untersucht, es enthält Abschriften wichtiger Dokumente. 
Bereits Anfang des 14. Jahrhunderts zählten zum Kloster zahlreiche Besitzungen in den umliegenden Dörfern, so in Rohr, Kornau, Ensenbruck, Ulrichsgrün, Pilmersreut, Stabnitz, Hartessenreut, Triesenhof, Ober- und Unterpilmersreut, Oberndorf, Sirmitz und Besitz zu Gehag. Weitere Erwerbungen folgten. Darunter auch 1347 das Dorf Grün, welches später den Namen Nonnengrün (heute Hluboká, Gemeinde Milhostov) annahm. Käufe oder Schenkungen des Klosters stehen unter anderem mit der Familie von Notthafft in Verbindung, vor allem mit dem Familienzweig auf Burg Wildstein. Neben dem Grundbesitz sorgten die Nonnen für weitere Erwerbsquellen. Sie fertigten Einfassungen von Reliquien und Heiligenbildern aus Silber- und Golddraht, sowie Wachskerzen. Weiterhin arbeiteten sie in einer Zucker- und Lebkuchenbäckerei und produzierten Spezialitäten wie Nonnen-Griefen oder Maschellen, Nonnen-Kräpfchen, Nonnen-Kolatschen oder Nonnen-Zwieback. Außerdem verkauften sie als Heilmittel Schlag- und Magenwasser und Mithridat. Das von den Nonnen gefertigte Egerer Antependium ist eine romanische Stickerei, die im Bezirksmuseum Eger zu besichtigen ist.

## Liste der Äbtissinnen
Die ersten Äbtissinnen des Klosters sind nur durch einzelne Dokumente nachweisbar:
- Adelheid von Lobhaus, 1270
- Margaretha, 1313, 1317
- Mechthilde, 1347
- Katharina, 1351
- Agnes, 1372, 1374
- Margaretha von Kornbühl, 1391, 1392, 1395
- Katharina Ebran, 1436

Ab 1465 ist die Abfolge der Äbtissinnen bis zur Auflösung des Klosters bekannt:
- Felizitas Trautmann, 1465–1470
- Ursula Pirk, 1470–1474
- Barbara Brumann, 1474–1489
- Kunigunde Gradl, 1489–1499
- Katharina von Seeberg, 1499–1531
- Gräfin Ursula Schlick, 1531–1554
- Margaretha von Au, 1554–1559
- Anna Beyl, 1559–1565
- Apollonia Funk, 1565–1579
- Magdalena Lochner, 1579–1593
- Ursula Helm, 1593–1606
- Katharina Rudisch, 1606–1636
- Margaretha Schmölz, 1637–1638/39
- Helene Imer, 1638/39–1641
- Klara Mayer, 1641–1652
- Euphrosine Moser von Öttingen, 1652–1671
- Caecilia Walther, 1671–1679
- Johanna Pentz, 1679–1688
- Bernhardina Vetterl von Wildenbrunn, 1688–1723
- Angela Friesel, 1723–1731
- Praxedis Brusch, 1731–1741
- Maria Katharina Nonner, 1741–1768
- Maria Lucia Zemsch, 1768–1782